# Sophie Reinheimer
Sophie Reinheimer (* 20. Juli 1874 in Brüssel; † 9. Oktober 1935 in Hofheim am Taunus) war eine deutsche Kinder- und Jugendliteraturschriftstellerin.

## Leben und Wirken

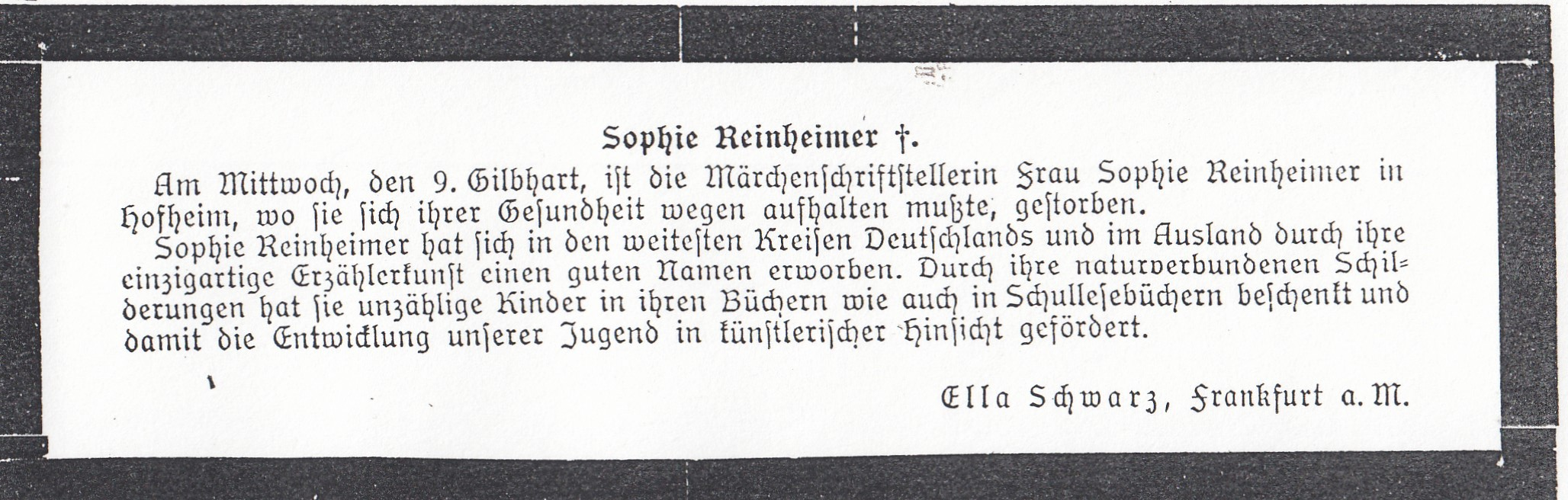
Todesanzeige, archiviert im Ida-Seele-Archiv

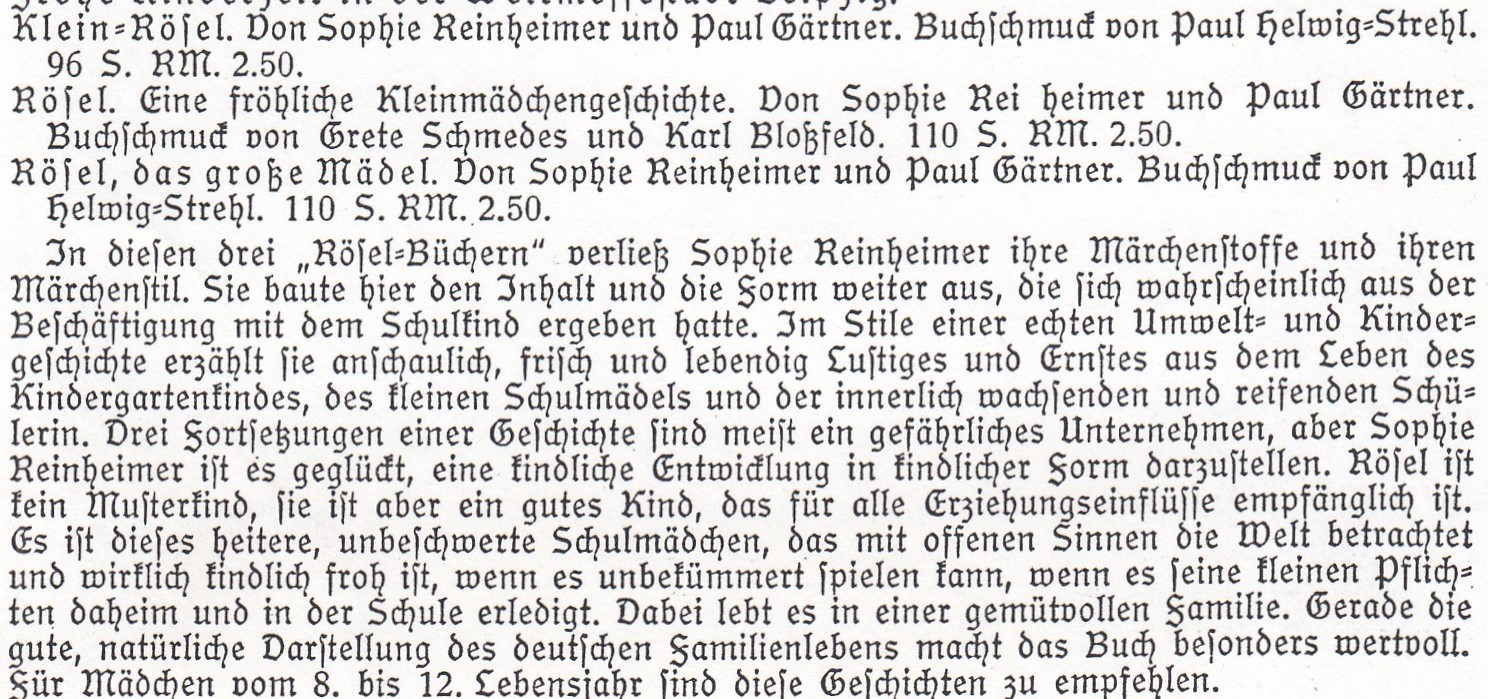
Rezension der Rösel-Bücher, archiviert im Ida-Seele-Archiv

Sie war das älteste von zwei Kindern des Fabrikanten für Brüsseler Spitzen Adolf Reinheimer und seiner Ehefrau Elise, geb. van der Heyden. In Leipzig, wohin die Familie 1878 übersiedelte, besuchte sie die Erste Bürgerschule für Mädchen, folgend die Höhere Töchterschule. Als sie zwölf Jahre alt war, zog die Familie nach Frankfurt am Main. Dort ließ sie sich zur Kindergärtnerin ausbilden. Sie besuchte das von Ella Schwarz geleitete Kindergärtnerinnen- und Jugendleiterinnenseminar des hiesigen Frauenbildungs-Vereins. Nach dem Examen unterrichtete sie an ihrer Ausbildungsstätte und gab zusätzlich privaten Handfertigkeits- und Beschäftigungsunterricht für Kinder. Aus gesundheitlichen Gründen gab Reinheimer ihre Lehrtätigkeit auf und übersiedelte  nach Hofheim am Taunus. Dort starb sie im Alter von 61 Jahren.
Reinheimer schrieb Märchen, Erzählungen und Bücher für Kinder, insbesondere für Mädchen. Dabei arbeitete sie eng mit dem Schneider Verlag zusammen. Dort erschienen auch ihre äußerst erfolgreichen "Rösel-Bücher". Über 30 Künstler haben ihre Bücher illustriert, beispielsweise Else Wenz-Viëtor, Paul Helwig-Strehl, Grete Schmedes, Gerda Radtke und Eva-Maria Strauss.

## Kritik
Reinheimers literarische Hinterlassenschaft blieb nicht unkritisiert. Irene Dyrenfurth ist der Ansicht, dass die Schriftstellerin mit einer Unzahl geschwätziger und süßlicher Märchen eine Zeitlang das Feld beherrscht hatte. Winfred Kaminski resümiert, dass in den Erzählungen Reinheimers die phantastischen Elemente lediglich kompensatorisch genutzt werden und ihre kindgemäße Art zu erzählen, ihre Nutzung märchenhaft-anthropomorpher Motive – bei ihr erscheinen selbst tote Gegenstände belebt – verschaffen der Autorin ungeheuren Erfolg. Und Manfred Berger schreibt: Sicher, die Bücher der Sophie Reinheimer sprechen die Kinder von heute nicht mehr an. Jedoch als Zeugnis für die Entwicklung des (Klein-)Kinderbuches über nahezu drei Jahrzehnte sind sie allemal unverzichtbar und bezeugen ein Stück Kultur- und Kindheitsgeschichte, wenngleich auch in verklärter Weise.

## Ehrungen
1953 wurde der Reinheimerweg in Hamburg-Iserbrook nach Sophie Reinheimer benannt.

## Werke (Auswahl)
- Bunte Blumen (1913)
- Von Sommer und Sonne (1925)
- Im Blütenkranz (1925)
- Meine Märchenwelt (1925)[5]
- Der Frühling und der Nikolaus (1926)
- Rösel. Eine fröhliche Kleinmädchengeschichte (1930)
- Klein-Rösel (1931)
- Rösel, das große Mädchen (1933)
- Rösel kommt zur Schule (1953)
- Rösels glückliche Zeit (1954)